# Yasuhiro Yamamura
Yasuhiro Yamamura (山村 泰弘 Yamamura Yasuhiro?,  nacido el 18 de agosto de 1976 en Handa, Aichi) es un exfutbolista japonés. Jugaba de defensa y su último club fue el Maruyasu Okazaki de Japón.

## Trayectoria

### Clubes
| Club                 | País  | Año         |
| -------------------- | ----- | ----------- |
| Ventforet Kofu       | Japón | 1999        |
| Mito HollyHock       | Japón | 2000        |
| Gunma FC Horikoshi   | Japón | 2001 - 2002 |
| Okinawa Kariyushi FC | Japón | 2003 - 2004 |
| Gainare Tottori      | Japón | 2004 - 2007 |
| SC Tottori Dreams    | Japón | 2008 - 2009 |
| Maruyasu Okazaki     | Japón | 2010 - 2016 |